# ملیسا گرنی
 ملیسا گرنی (انگلیسی: Melissa Gurney؛ زاده ۲۴ ژوئن ۱۹۶۹) یک تنیس‌باز اهل ایالات متحده آمریکا است.